# Žluťucha lesklá
Žluťucha lesklá (Thalictrum lucidum) je jedním z vzácnějších druhů žluťuchy, je to volně rostoucí rostlina s bledožlutými květy dosahující výšky i přes 1 metr.

## Rozšíření
Tento druh je rozšířen hlavně ve střední a východní Evropě. Jeho západní hranice probíhá Německem a Rakouskem, severní pobřežím Baltského moře, jižní Balkánským poloostrovem a Tureckem a na východě areál výskytu zasahuje do evropské části Ruské federace.

## Ohrožení
V České republice je nejčastěji k nalezení na vlhkých i zamokřených údolních loukách, v lužních lesích a pobřežních křovinách okolo vodních toků, většinou však roste jen roztroušeně. Za několik posledních desetiletí značně ubylo míst výskytu i samotné početní stavy rostlin se snížily, je proto podle "Černého a červeného seznamu cévnatých rostlin České republiky" žluťucha lesklá řazena mezi ohrožené druhy (VU) naší flory.

## Popis
Je to vytrvalá rostlina vyrůstající z krátkého, trsnatého oddenku, obnovovací pupeny se nacházejí v úrovní povrchu země. Její přímá, podélně rýhovaná, čtyřhranná dutá lodyha, v horní části latnatě rozvětvená, vyrůstá z listové růžice a dorůstá běžně do výše asi 30 cm, za příznivých podmínek může být i s květem vysoká skoro 150 cm. Střídavě na ní vyrůstá 7 až 10 listů které jsou bez palistů, přízemní a spodní jsou s řapíkem, horní přisedlé. Listy jsou v obrysu trojúhelníkové a bývají 2krát nebo 3krát lichozpeřené. Lístky dolních listů jsou obvykle čárkovité, někdy podlouhle klínovité, na konci mají 2 až 3 zuby, lístky horních listů jsou úzce kopinaté nebo úzce čárkovité, po obvodu hladké. Jejich horní strana je leskle tmavě zelená, spodní strana je našedlá a mírně chlupatá.
Drobné, radiálně symetrické, mírně vonné, vztyčené květy jsou sestaveny do svazečků a tyto v široké, volné chocholíky nebo laty. Oboupohlavné květy mají většinou 4 zelenožluté, brzy opadávající kališní lístky vejčitého tvaru o délce 4 až 5 mm, korunní lístky v květech chybí. Dále květ obsahuje 10 až 15 tyčinek delších než okvětí s dlouhými vzpřímenými nitkami a prašníky světle žlutě zbarvenými a 5 až 10 pestíků se spodními semeníky vejčitého tvaru. Květy, mající vzhled chlupatých kuliček, kvetou v červnu a červenci. Květy nemají nektar, ale nabízejí hmyzu dostatek pylu, mohou se však opylovat i větrem. Vejčité žebrovaté nažky jsou v pukajícím plodu s hvězdicovitým průřezem s přepážkami podle počtu semeníků.